# Charyty

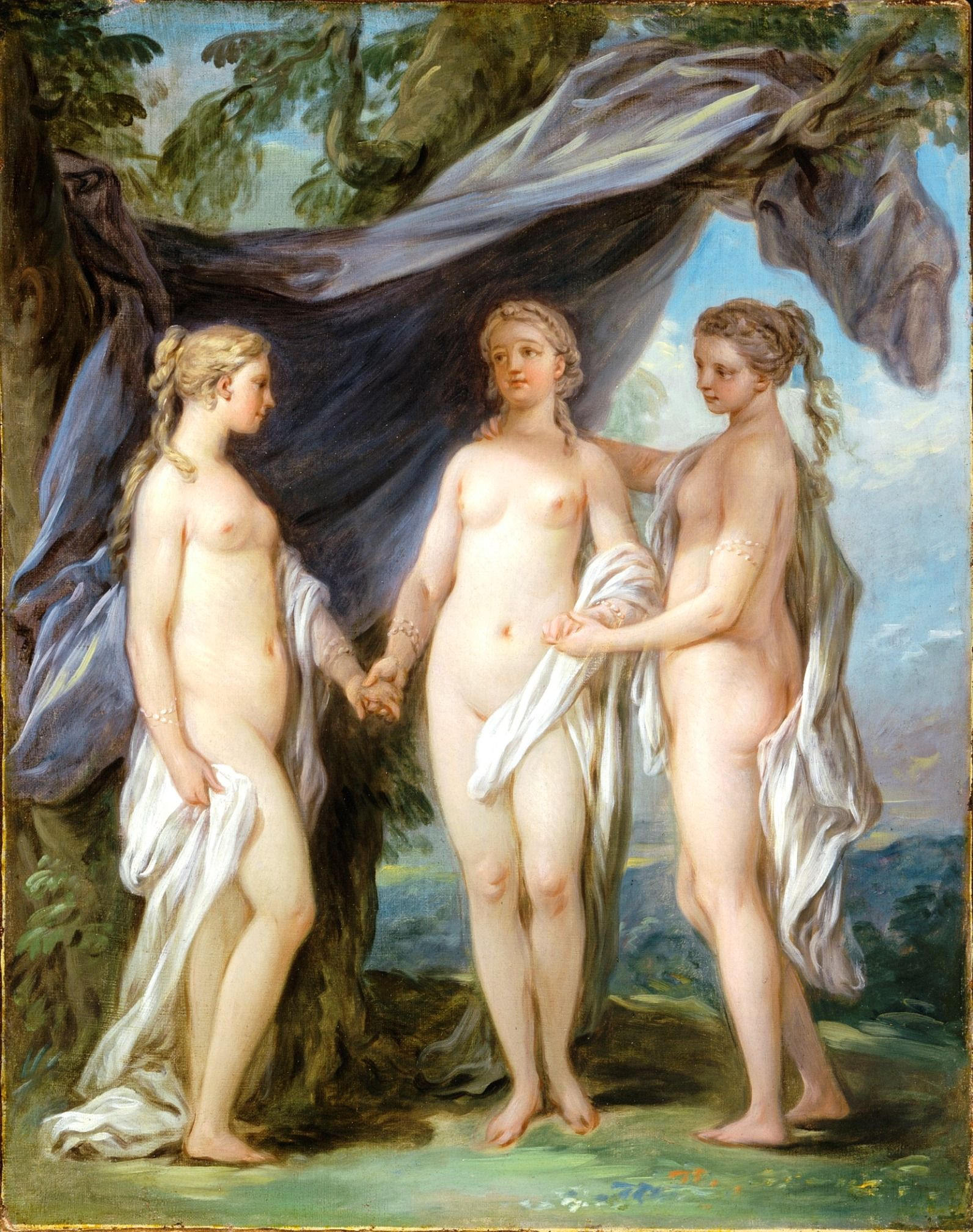
Trzy Gracje, obraz pędzla Charles André van Loo (1763)

Greckie Charyty (gr. Χάριτες Chárites, l.poj. Χάρις Cháris), rzymskie Gracje (łac. Gratiae, l.poj. Gratia) – boginie wdzięku, piękna i radości. Lubiły zabawy, muzykę i taniec, opiekowały się szczególnie piękną młodzieżą. Uważano je także za patronki sztuk pięknych i rękodzieła.
Było ich trzy: Aglaja („Promienna”), Eufrozyna („Rozumna”) i Talia („Kwitnąca”). Według różnych mitów były córkami Zeusa i Hery lub Zeusa i Eurynome albo Heliosa i Ajgle. Czasem były utożsamiane z Afrodytą lub Pejto. Przedstawiane były jako ubrane w udrapowane szaty kobiety, w późniejszych przedstawieniach występowały nagie. Trzymają się zwykle za ręce. Szczególnie czczono je w Atenach, Sparcie, Pafos i Orchomenos w Beocji. Ku ich czci obchodzono święto Charitezje. Były towarzyszkami bogini miłości Afrodyty, które rankiem ubierały ją i w razie potrzeby zawoziły ją na Olimp. Łączono je także z orszakiem Apollina lub Dionizosa.
Aglaia miała symbolizować splendor towarzyski, Taleja – kwitnące życie, a Eufrozyna – wesołość towarzyską.
Charyta (Gracja) jest do dziś uosobieniem wdzięku i piękna.
Atrybuty: róża, mirt, instrumenty muzyczne, jabłko lub flakonik z wonnym olejkiem, czasem kłosy lub maki.